# Henry Cotter Nixon
Pour les articles homonymes, voir Nixon.
Henry Cotter Nixon (Londres, 17 mai 1842 – Bromley, 25 décembre 1907) est un pianiste, organiste et compositeur britannique.

## Biographie
Henry Cotter Nixon naît à Kennington (Southwark, Londres) d'un milieu d'artistes, déjà par ses grands-parents maternels : John Danby (1757–1798) était compositeur et sa grand-mère, Sarah Danby, après la mort de son époux, devint la maîtresse de Turner. Il est le cadet de quatre enfants d'un père lui aussi musicien, Henry George Nixon (1796–1849), organiste et compositeur, principalement de musique d'église, et de Caroline Melissa Danby (1760–1861). Son frère, James Cassana Nixon (1823–1842), était connu pour sa virtuosité précoce au violon. 

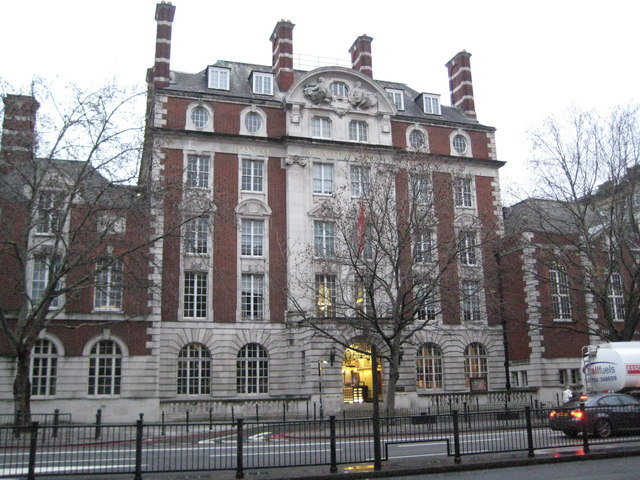
Royal Academy of Music à Londres

Nixon prend ses premières leçons de son père, puis avec Harry Deval à Hull. En 1875, il entre à la Royal Academy pour suivre les cours d'Henry Smart, George Macfarren et Walter Macfarren. Il étudie également plus tard l'écriture avec Charles Steggall,.
Il fait ses débuts de concertiste en 1864, lors d'un concert de l'Apollo Glee Society, et avant 1872, il joue les concertos de Spohr et Mendelssohn à St James’s Hall. Dans les années 1880, il interprète des concertos de Beethoven, Mendelssohn, Hummel et Weber.
En 1872, souffrant de la pollution de la capitale, il s'installe à St Leonards-on-Sea dans le Sussex, ou il devient l'organiste de l'église Saint Mary Magdalen (1872-1877) et enseigne à la fois le piano, le violon, le chant et la composition. Il se marie avec Alice Mary Woodward, en novembre 1873, qui mourra d'un cancer en septembre 1895. Le couple a trois enfants – un mort en bas âge – une fille, Alice Violet Sophie Nixon (1883–1984), et Conrad Uriel Malcolm Heath Nixon (1885–1962), lui-même père d'Anthony Nixon.
En 1880, il reçoit le prix de composition du Trinity College de Londres pour son Trio avec piano. Palamon and Arcite (1882) est le premier poème symphonique composé par un Britannique. Sa création a lieu à Saint Leonards en 1888.
Pour des raisons inconnues, il retourne à Londres entre 1889 et 1891. Il meurt, le jour de Noël 1907, d'un cancer de la prostate et de « fatigue ».

## Œuvres
Les manuscrits sont conservés dans le fonds de la Nixon Collection au sein du Royal College of Music.

### Écrits
- The tonic sol-fa system : what is it?, Taylor and Snashall, 1898 (OCLC 86009487)

### Claviers
- Dance tunes for little folks pour piano (1877)
- Sonate pour piano
- Tarentella pour piano
- Seconde Tarentella pour piano (éd. Weekes & Co, c. 1890)
- Sonate pour orgue (1876)

### Musique de chambre
- Quintette pour violon, clarinette, cor, violoncelle et piano
- Quintette à vent en ré majeur, pour flûte, clarinette, hautbois, cor et basson
- Trio avec piano en ut majeur (c. 1879) Remporte le premier du Trinity College en 1880.
- Trio avec piano en ut mineur Ex post facto
- Quatuor à cordes, op. 15 (1884)
- Sonate pour violon
- Fantasia, pour violon et piano (1871)
- Sonate pour violoncelle (1881)

### Orchestre
- Palamon and Arcite, poème symphonique en cinq mouvements : The Battle, Emilie, The Dream, Encounter and Combat, The Tournament (1882) création 1888
- Titania, première ouverture de concert (1880)
- Animo et Fide, Seconde ouverture de concert
- Jacta est Alea, troisième ouverture de concert (après 1880)
- Coronation March (1902)
- May Day, scherzo, op. 16 (1884) création à St Leonards en 1885
- Nightingale Quadrilles, série 1 et 2
- Gavotte en mi bémol majeur
- Tarantella d'Heller, orchestré par Henry Cotter Nixon, op. 85 no 2

### Musique concertante
- Concerto pour piano, op. 14 (1882)
- Première fantaisie pour violon et orchestre
- Seconde fantaisie pour violon et orchestre
- Romance en sol majeur, pour violon et orchestre, op. 17 (1889) création St Leonards en 1889
- Pizzicato pour orchestre à cordes Dance of the Sea Nymphs (1889) création St Leonards en 1889

### Musique vocale

#### Mélodies
Nixon est l’auteur d’une cinquantaine de mélodies environ, dont :
- Dawn,gentle flower (éd. Metzler & Co. 1872), poème de B. Cornwall
- Gaily goes the ship (1872), poème de C. Mackay
- Love and Hope (1875), poème de T. Moore
- The Tramps (éd. E. Ashdown 1902), poème de W. Beaumont
- Now EveryTree Renews, madrigal à six voix avec orchestre (1889)
- Sylvan Whispers, douze mélodies à six voix pour voix égales et violoncelle obligé (1893)

#### Cantates
- Aslauga, avec orchestre (1893) texte d'E. Beckett Lamb
- Apollo texte d'E. Oxenford

#### Opérettes
- The Gay Typewriter, farce sur un livret de Byam Wyhe (1895)
- The Witch of Esgair, sur un livret de Byam Wyhe

#### Opéra
- Osmond, opéra en cinq actes (seul est conservé le livret)

## Discographie
- Trio pour piano no 1 - London Piano Trio : Robert Atchison, violon ; David Jones, violoncelle ; Olga Dudnik, piano (20-21 novembre 2010, Guild Records GMCD 7392) (OCLC 842253184)
- Œuvres pour orchestre, volume 1 - Ana Török, violon ; Kodály Philharmonic Orchestra, dir. Paul Mann (22/26–29 juin 2016, Toccata Classics TOC0372)
- Œuvres pour orchestre, volume 2 - Ian Hobson, piano ; Kodály Philharmonic Orchestra, dir. Paul Mann (9, 10, 14 et 30 juin, 30 août et 1er septembre 2016, Toccata Classics TOCC0373)
- Œuvres pour orchestre, volume 3 - Ana Török, violon ; Kodály Philharmonic Orchestra, dir. Paul Mann, Toccata Classics TOCC 0374 (à paraître)